# Phanérogames

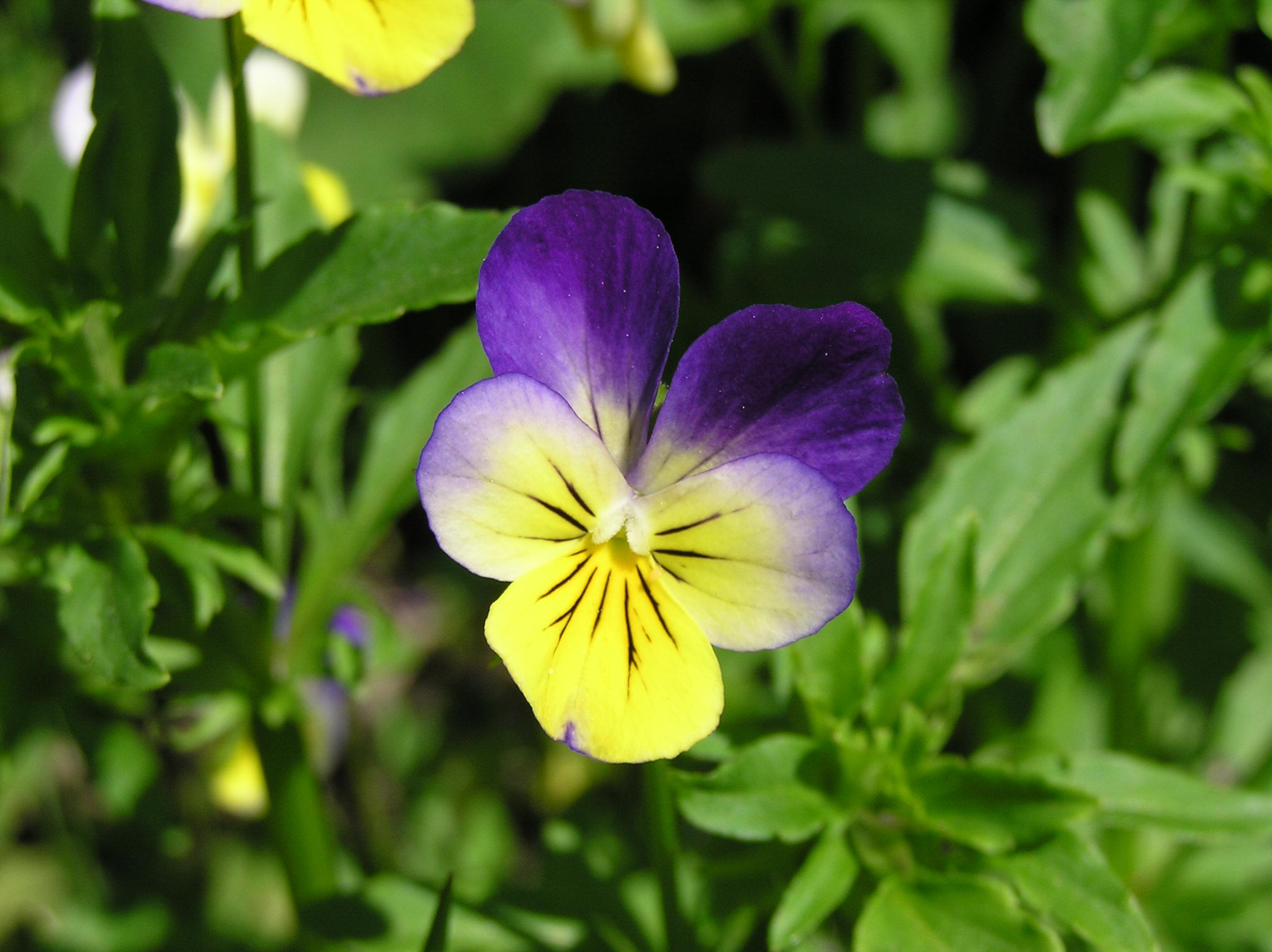
Fleurs de Pensée : organes de reproduction apparents

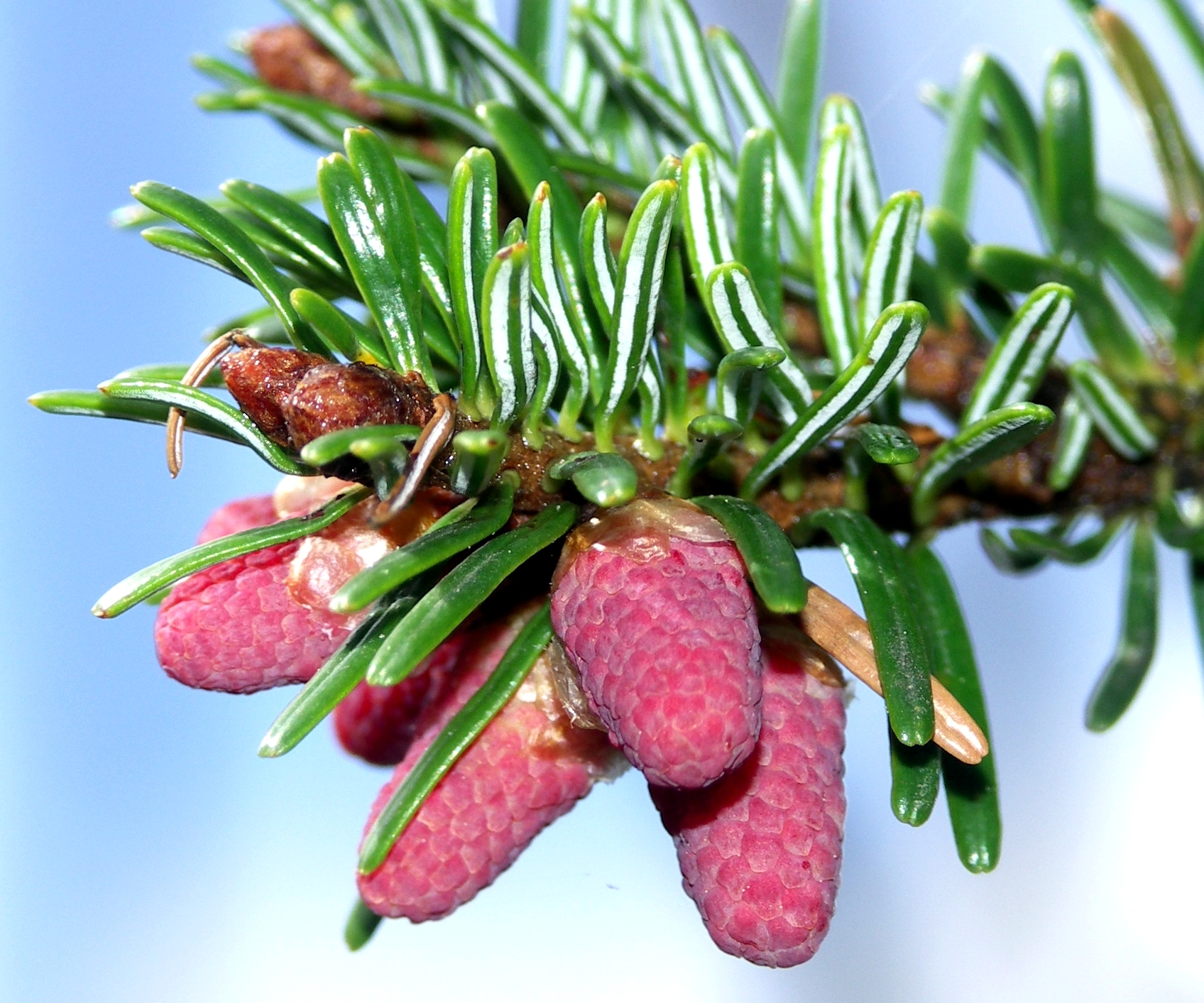
Cônes de Sapin : organes de reproduction apparents

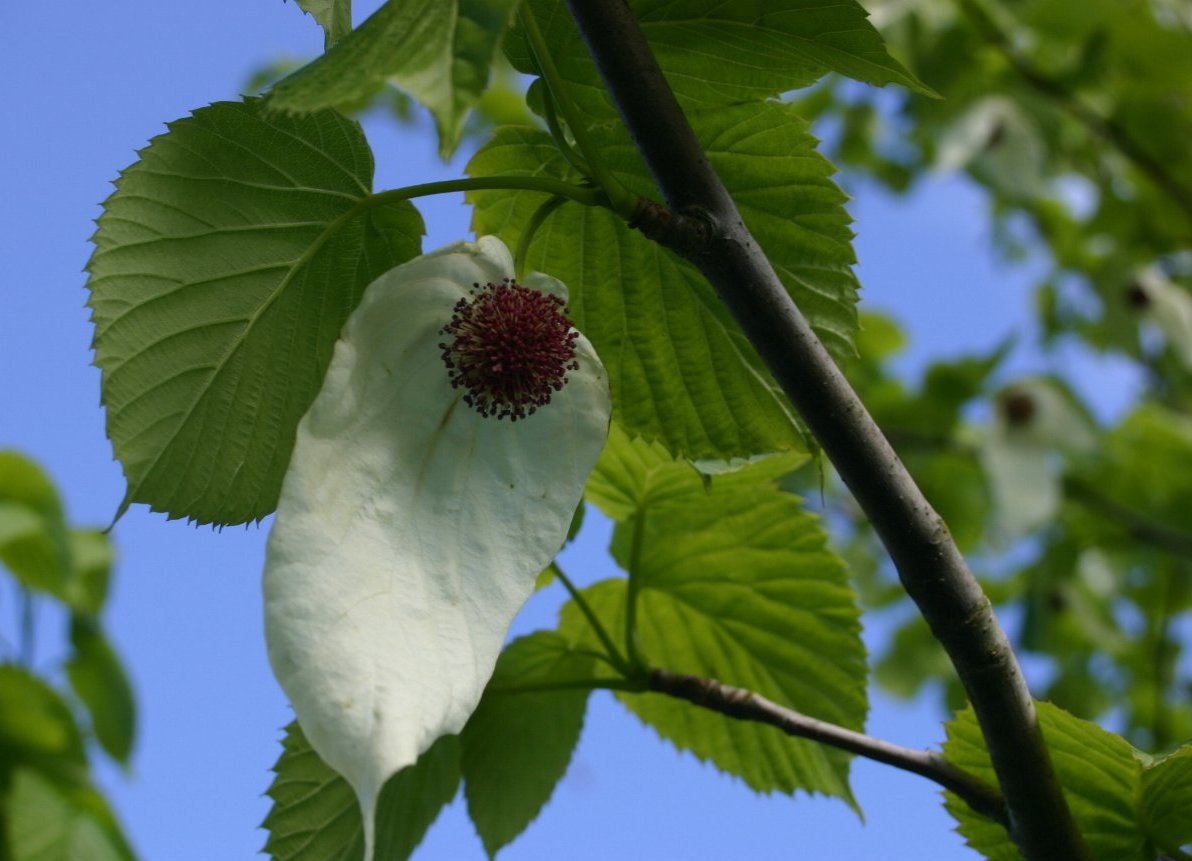
Fleur de Davidia involucrata : organes de reproduction apparents

Un végétal phanérogame (du grec phaneros, apparent et gamos, union) est une plante ayant des organes de reproduction apparents dans le cône ou dans la fleur. La dissémination est assurée par des graines (ou parfois dispersion par des ovules pollinisés ou non chez les Cycadales et le Ginkgo).
Les phanérogames sont aussi appelées les spermatophytes. Dans le domaine de la systématique, les phanérogames sont un embranchement du règne végétal comportant deux sous-embranchements, les angiospermes et les gymnospermes.
Dans la classification botanique classique, les phanérogames étaient considérés comme l'un des deux embranchements du règne végétal ; l'autre était les cryptogames (dont les organes reproducteurs sont cachés). Ensemble, ils formaient le règne végétal dans la vision à trois règnes du monde vivant (règnes bactérien, végétal, animal), mais ces notions ne sont plus adaptées aux classifications phylogénétiques issues de la cladistique.
Exemples de végétaux phanérogames : le pin, le lierre, le pommier, la violette, les géraniums... Il existe également des phanérogames marines comme les posidonies.